# Campionati europei di pugilato dilettanti femminili 2004
I Campionati europei di pugilato dilettanti femminili 2004 si sono tenuti a Riccione, Italia, dal 3 al 10 ottobre 2004. È stata la 3ª edizione della competizione organizzata dall'organismo di governo europeo del pugilato dilettantistico, EUBC.

## Podi
| Specialità                 | Oro               | Argento              | Bronzo                                     |
| Pesi paglia (kg 46)        | Yelena Sabitova   | Derya Aktop          | Carmela Chiacchio Camelia Negrea           |
| Pesi mosca leggeri (kg 48) | Tatyana Lebedyeva | Monika Csik          | Laura Tosti Beyham Karacioboglu            |
| Pesi mosca (kg 50)         | Simona Galassi    | Viktoriya Usachenko  | Hasibe Özer Diana Ungureanu                |
| Pesi supermosca (kg 52)    | Floarea Lihet     | Sumeyra Kaya         | Loredana Piazza Audrey Garcia              |
| Pesi gallo (kg 54)         | Mihaela Cijeschi  | Kari Jensen Norvegia | Lyudmila Hrytsay Yevgeniya Grebenshchikova |
| Pesi piuma (kg 57)         | Marzia Davide     | Myriam Chomaz        | Zsuzsanna Szuknai Yelena Karpacheva        |
| Pesi leggeri (kg 60)       | Gulsum Tatar      | Eva Wahlstroem       | Anna Kasprzak Yuliya Nemtsova              |
| Pesi superleggeri (kg 63)  | Vinni Skovgaard   | Cecilia Brækhus      | Anastasiya Savinova Mariya Karlova         |
| Pesi welter (kg 66)        | Irina Sineckaja   | Anna Ingman          | Mehtap Bakis Larisa Pop                    |
| Pesi superwelter (kg 70)   | Olga Slavinskaya  | Nurcan Carkci        | Karolina Łukasik Rachel Richter            |
| Pesi medi (kg 75)          | Anna Laurell      | Anita Ducza          | Emine Özkan Mihaela Marcut                 |
| Pesi mediomassimi (kg 80)  | Anzhelika Torska  | Galina Ivanova       | Selma Yagci Ewa Piwowarska                 |
| Pesi massimi (kg 80 +)     | Maria Kovacs      | Anna Zyelyuk         | Maria Yavorskaya Ekaterina Papakostantinou |

## Medagliere
Nazione ospitante 
| Posiz. | Nazione   | Oro | Argento | Bronzo | Totale |
| ------ | --------- | --- | ------- | ------ | ------ |
| 1      | Russia    | 3   | 2       | 5      | 10     |
| 2      | Ucraina   | 2   | 1       | 2      | 5      |
| 3      | Romania   | 2   | 0       | 4      | 6      |
| 4      | Italia    | 2   | 0       | 3      | 5      |
| 5      | Turchia   | 1   | 3       | 4      | 8      |
| 6      | Ungheria  | 1   | 2       | 1      | 4      |
| 7      | Svezia    | 1   | 1       | 0      | 2      |
| 8      | Danimarca | 1   | 0       | 0      | 1      |
| 9      | Norvegia  | 0   | 2       | 1      | 3      |
| 10     | Francia   | 0   | 1       | 1      | 2      |
| 11     | Finlandia | 0   | 1       | 0      | 1      |
| 12     | Polonia   | 0   | 0       | 3      | 3      |
| 13     | Germania  | 0   | 0       | 1      | 1      |
| 13     | Grecia    | 0   | 0       | 1      | 1      |
|        | Totale    | 13  | 13      | 26     | 52     |